# The Return (Arrow)
The Return es el décimo cuarto episodio de la tercera temporada y sexagésimo episodio a lo largo de la serie de televisión estadounidense de drama y ciencia ficción, Arrow. El episodio fue escrito por Marc Guggenheim y Erik Oleson y dirigido por Dermott Downs. Fue estrenado el 18 de febrero de 2015 en Estados Unidos por la cadena The CW.
Oliver y Thea son puestos en una peligrosa situación gracias a Merlyn, que los deja atrapados en Lian Yu con Slade Wilson. Mientras tanto, en un flashback se revela que tras haber sido llevado de vuelta a Ciudad Starling por Amanda Waller y desobedeciendo las órdenes de esta, Oliver intenta ponerse en contacto con su familia, Laurel y Tommy, con la ayuda de Maseo.

## Elenco
- Stephen Amell como Oliver Queen/la Flecha.
- Katie Cassidy como Laurel Lance.
- David Ramsey como John Diggle.
- Willa Holland como Thea Queen.
- Emily Bett Rickards como Felicity Smoak.
- Colton Haynes como Roy Harper/Arsenal (crédito solamente).
- John Barrowman como Malcolm Merlyn/Arquero Oscuro.
- Paul Blackthorne como el capitán Quentin Lance.

## Continuidad
- El episodio marca la primera aparición del general Matthew Shrieve y Andy Diggle.
- Robert Queen fue visto anteriormente en Pilot, vía flashback.
- Lucas Hilton fue visto anteriormente en Three Ghosts
- Slade Wilson fue visto anteriormente en Unthinkable.
- Tommy Merlyn fue visto anteriormente en Sara, vía flashback.
- Es el primer episodio en el que Felicity y Diggle aparecen únicamente vía flashback.
- Oliver y Thea viajan a Lian Yu para entrenar por sugerencia de Malcolm.
- Oliver descubre que Malcolm ha liberado a Slade Wilson.
- Oliver le revela a Thea que ella fue quien asesinó a Sara bajo la manipulación de Malcolm.
- Quentin le dice a Laurel que ha roto el vínculo que los unía al ocultarle la muerte de Sara.
- Quentin llama Canario Negro a Laurel por primera vez.

## Desarrollo

### Producción
La producción de este episodio comenzó el 1 de diciembre y terminó el 9 de diciembre de 2014.

### Filmación
El episodio fue filmado del 10 de diciembre al 19 de diciembre de 2014.

## Recepción

### Recepción de la crítica
Jesse Schedeen de IGN calificó al episodio como bueno y le otorgó una puntuación de 7.9, comentando: "Tan emocionante como la perspectiva de más Slade Wilson era, este episodio no estuvo muy a la altura de su potencial. Slade, por desgracia, jugó un papel secundario comparado a otros conflictos en un episodio que hizo hincapié en los flashbacks sobre todo lo demás. Aun así, había un montón de buen drama que se tuvo de esta semana, especialmente en relación con los actuales problemas de la familia Lance. Con la reunión Slade fuera del camino, es hora de que la serie realmente se ponga en marcha y construya hacia el enfrentamiento final con Ra's al Ghul".